# Cajabamba (tỉnh)
Tỉnh Cajabamba (tiếng Tây Ban Nha: Provincia de Cajabamba) là một tỉnh thuộc vùng Cajamarca của Peru. Tỉnh Cajabamba có diện tích 1808 km², dân số thời điểm theo điều tra dân số ngày 11 tháng 7 năm 1993 là 69236 người. Tỉnh lỵ đóng ở Cajabamba.